# Après-rasage
« After shave » redirige ici. Pour les autres significations, voir After Shave.

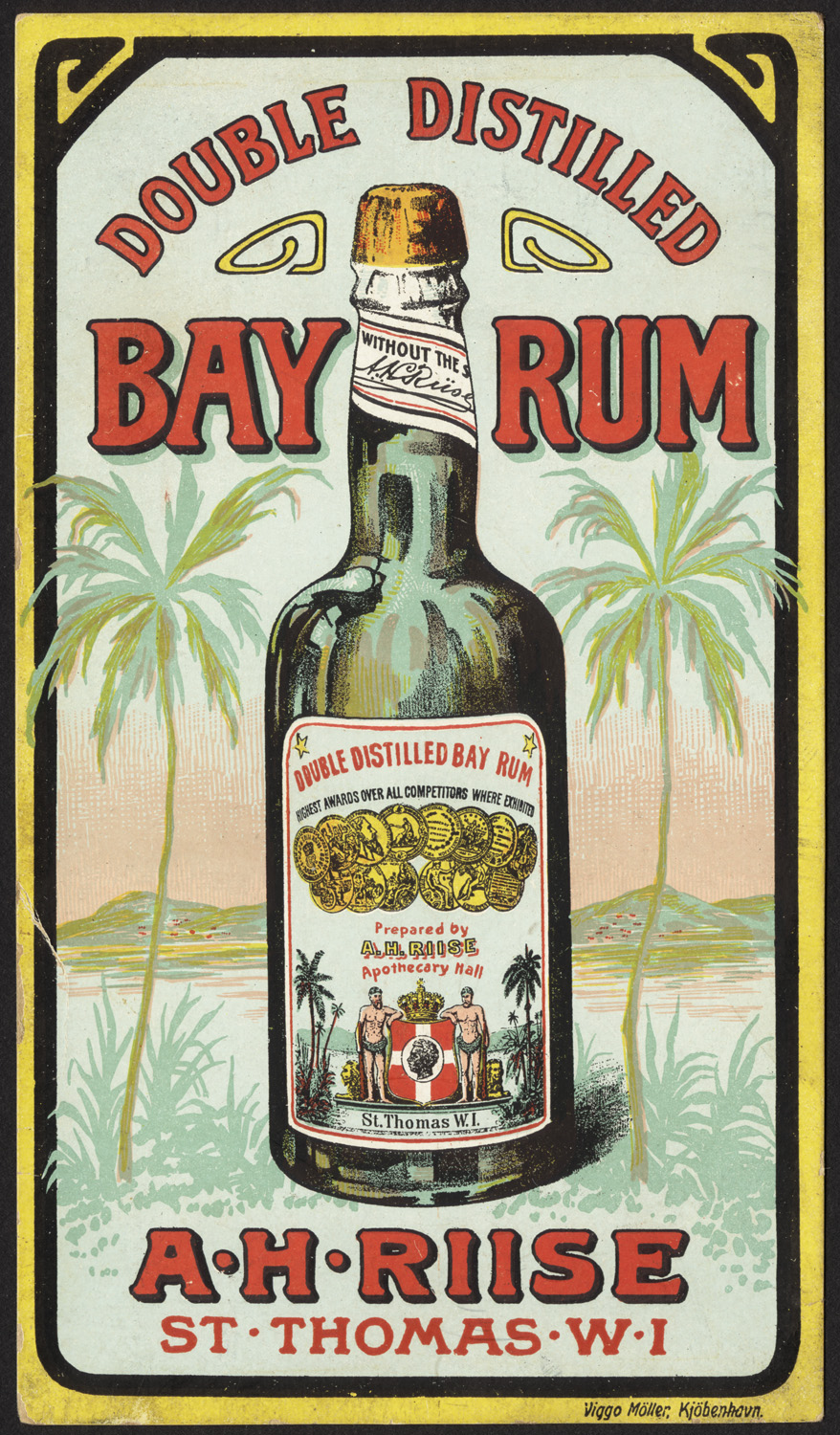
Un des premiers après-rasages : le Bay rum.

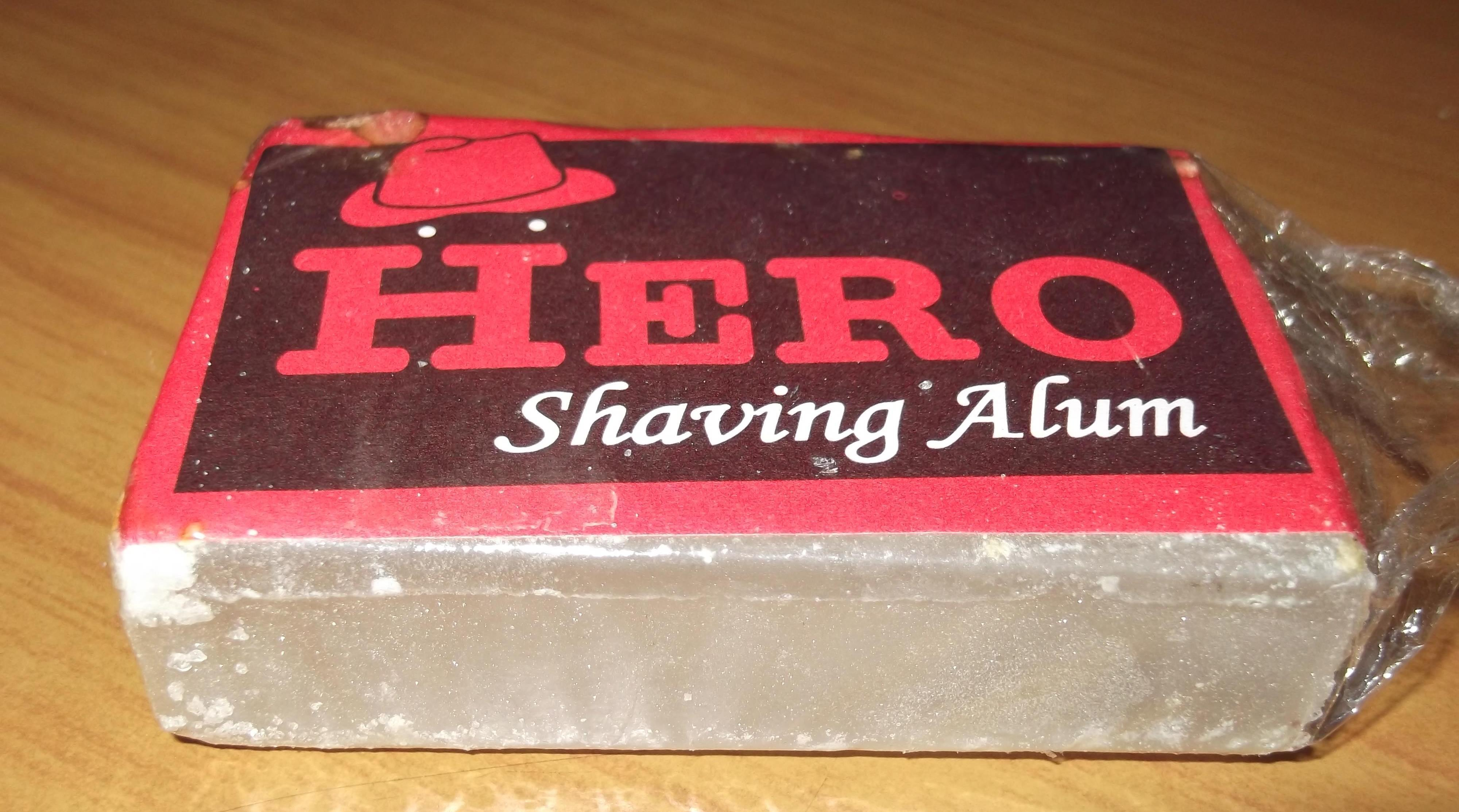
Un après-rasage en poudre.

Une lotion après-rasage, aussi parfois appelé after shave, est un type de lotion, de gel ou de baume utilisé par les hommes pour préserver leur peau après le rasage. Présenté sous forme de poudre ou sous forme liquide, il peut contenir un agent antiseptique à base d'alcool ou de monostéarate de glycérol (en), qui permet la prévention des infections dues aux petites coupures. Il peut également contenir du menthol, utilisé pour anesthésier l'épiderme.
Les après-rasages contenant de l'alcool provoquent généralement une sensation de brûlure qui peut durer plusieurs minutes. Pour cette raison, le marché offre des gammes d'après-rasage avec ou sans alcool.
L'utilisation de telles lotions destinées à l'après-rasage remonterait à la Rome antique.
Certaines lotions après-rasage utilisent un parfum ou des huiles essentielles. Une confusion associe (à tort) les après-rasages et l'eau de Cologne à cause de leurs similarités.